# Sami Al-Jaber
Sami Al-Jaber (Arabisch: سامي الجابر) (Riyad, 11 december 1972) is een voormalig voetballer uit Saoedi-Arabië die hoofdzakelijk als spits speelde.

## Clubcarrière
In 1988 maakte Al-Jaber zijn debuut voor de nationale topclub Al-Hilal, waar hij in de volgende twaalf jaar uitgroeide tot het gezicht van het Saoedische voetbal. Na een vijf maanden durende uitleenbeurt aan het Engelse Wolverhampton Wanderers in 2000, waarmee hij de eerste Saoedi in het Engelse voetbal werd. Hij keerde terug bij Al-Hilal waar hij in 2007 zijn loopbaan beëindigde.
Met Al-Hilal won Al-Jaber zes keer de Saoedi-Arabische Eredivisie (1988, 1990, 1996, 1998, 2002 en 2005), vijf keer de nationale beker (1995, 2000, 2003, 2005 en 2006) en tweemaal de Aziatische Champions League (1991 en 2000).

## Interlandcarrière
Voor het Saoedi-Arabisch voetbalelftal werd hij in 1990 voor het eerst opgeroepen; sindsdien speelde Al-Jaber 163 interlands waarin hij 44 maal doel trof. Hiermee behoort de aanvaller tot het selecte gezelschap voetballers die meer dan 150 interlands achter hun naam hebben staan. Doelman en generatiegenoot Mohammed Al-Deayea speelde met 178 caps als enige meer interlands voor de nationale ploeg van Saoedi-Arabië. Al-Jaber nam deel aan het WK 1994, het WK 1998, het WK 2002 en het WK 2006, waarin hij in totaal drie doelpunten maakte.
Al-Jaber is tijdens zijn loopbaan houder geworden van diverse records. Zo werd de Saoedi met zijn doelpunt tegen Tunesië op het WK 2006 de eerste Aziatische voetballer die op drie verschillende wereldbekers een doelpunt wist te maken: in 1994 tegen Marokko, vier jaar later tegen Zuid-Afrika en in 2006 tegen Tunesië. Tegelijkertijd kwam hij met zijn doelpunt tegen Tunesië in een illuster rijtje met Uwe Seeler, Pelé, Maradona, Michael Laudrup en Henrik Larsson terecht, die allen twaalf jaar na hun eerste WK-goal opnieuw op een WK-eindronde scoorden.

## Trainerscarrière
Al-Jaber begon als trainer als assistent bij Al-Hilal (2009-2012). In het seizoen 2012/13 was hij in Frankrijk assistent-trainer van AJ Auxerre. Hij debuteerde als hoofdtrainer ook bij Al-Hilal (2013/14). In 2015 trainde hij Al-Wahda en sinds 2016 is hij trainer bij Al Shabab.